# Calotești
Calotești – wieś w Rumunii, w okręgu Ardżesz, w gminie Budeasa. W 2011 roku liczyła 693 mieszkańców.